# ロマン・モラヴェッツ
ロマン・モラヴェッツ（Roman Moravec、1950年12月30日 – 2009年11月2日）は、チェコスロバキアの陸上競技選手。専門は走高跳。現在のスロバキアのブラチスラヴァ出身。
1972年のミュンヘンオリンピックにチェコスロバキア代表として走り高跳びに出場し、2m12cmまで成功したが決勝ラウンドには進めず21位となった。翌年の1973年にソビエト連邦のモスクワで開催されたユニバーシアードでは銅メダルを獲得している。自己ベストは1971年に記録した2m20cm。
2009年11月2日、59歳で亡くなった。